# 성간 천체 후보 목록
성간 천체 후보는 성간 천체와 유사하거나 성간 천체일 수 도 있는 천체를 의미한다.

## 성간 천체 후보

### 2007년 성간 유성체 후보
2007년 7월, 아파나시에프(Afanasiev) 등은 2006년 7월 28일 러시아 과학 아카데미의 특별 천체 물리학 관측소 상공에서 수 센티미터 크기의 은하간 유성이 대기에 진입하는 것을 성공적으로 감지했다고 보고했다.

### 2018년 성간 유성체 후보
2018년 11월, 하버드 대학교 천문학자 아미르 시라즈와 아비 로브는 계산된 궤도 특성에 기반하여 태양계에 수백 개의 오우무아무아 크기 성간 천체가 있을 것이라고 보고했으며, 2017 SV13 및 2018 TL6과 같은 여러 켄타우루스군 천체 후보를 제시했다. 이들 모두는 태양을 공전하고 있지만, 먼 과거에 포획되었을 수 있다. 두 연구자 모두 항성 엄폐, 달 또는 지구 대기와의 충돌에서 발생하는 광학적 신호, 중성자별과의 충돌에서 발생하는 전파 섬광 등을 포함하여 성간천체 발견율을 높이는 방법을 제안했다.

### 2023년 성간 유성체 후보
2023년 5월, 천문학자들은 수 년 동안 근지구 궤도(NEO)에서 다른 성간 천체들이 포획되었을 가능성이 있다고 보고했지만, NASA와 다른 천문학자들은 이를 의심하며, 다른 전문가들은 주장된 운석 충돌에 대해 지구와 관련된 설명을 제시했다.

### 2014년 성간 유성체 후보
CNEOS 2014-01-08 (성간 유성체 1; IM1이라고도 함), 질량 0.46톤, 폭 0.45 m (1.5 ft)의 유성체가 2014년 1월 8일 지구 대기에서 불탔다. 2019년 예비 출판물에서는 이 유성이 성간 기원일 수 있다고 제안했다. 이 유성은 태양 중심 속도 60 km/s (37 mi/s)와 점근 속도 42.1 ± 5.5 km/s (26.2 ± 3.4 mi/s)를 가졌으며, 파푸아뉴기니 근처 고도 18.7 km (61,000 ft)에서 UTC 17:05:34에 폭발했다. 2022년 4월 자료를 기밀 해제한 후, 미국 우주 사령부는 행성 방어 센서에서 수집된 정보에 기반하여 잠재적인 성간 유성체의 속도를 확인했다. 2023년, 갈릴레오 프로젝트는 분명히 특이한 유성체의 작은 파편들을 회수하는 탐사를 완료했다. 뉴욕 타임스의 보도에 따르면, 그들의 발견에 대한 주장은 동료들로부터 의심을 받았다. 2023년 9월 1일에는 추가 관련 연구가 보고되었다.
다른 천문학자들은 사용된 유성체 카탈로그가 들어오는 속도에 대한 불확실성을 보고하지 않아 성간 기원에 의문을 제기한다. 어떤 단일 데이터 포인트(특히 작은 유성체의 경우)의 유효성은 여전히 의문스럽다. 2022년 11월, CNEOS 2014-01-08의 비정상적인 특성(높은 강도와 강한 쌍곡선 궤도를 포함)이 실제 매개변수라기보다는 측정 오차로 더 잘 설명된다는 논문이 발표되었다. 유성체 파편을 성공적으로 회수할 가능성은 매우 낮다. 일반적인 미소 유성체는 서로 구별할 수 없을 것이다.

### 2017년 성간 유성체
CNEOS 2017-03-09 (성간 유성체 2; IM2라고 도 함), 약 6.3톤의 질량을 가진 유성체가 2017년 3월 9일 지구 대기에서 불탔다. IM1과 유사하게, 이 유성체는 높은 기계적 강도를 가지고 있다. 2022년 9월, 천문학자 아미르 시라즈와 아비 로브는 2017년에 지구에 충돌한 후보 성간 유성체인 CNEOS 2017-03-09를 발견했다고 보고했으며, 이 유성체의 높은 재료 강도 등을 근거로 가능한 성간 천체로 간주된다.

## 같이 보기
- 성간 혜성
- 성간 천체
- 보리소프
- 3I ATLAS